# STS-128
La STS-128 fue una misión del programa STS de la NASA. En esta misión el transbordador espacial Discovery entregó e instaló el Módulo logístico Multipropósito (MPLM Leonardo); y el Portador de la superestructura ligera (LMC), la tripulación de tres cuartos, cocina, la segunda cinta (TVIS2) y la tripulación del Sistema Nacional de Salud 2 (CHeCS 2).

## Tripulación
- Frederick W. “Rick” Sturckow (4) -  Comandante
- Kevin A. Ford (1) -  Piloto
- Patrick G. Forrester (3) -  Especialista 1 de misión
- José M. Hernández (1) -  Especialista 2 de misión
- Christer Fuglesang (2) -  Especialista 3 de misión
- John D. Olivas (2) -  Especialista 4 de misión

### Llevada a la EEIExpedición 20-21
- Nicole Stott (1) -  2

### Traído de la EEIExpedición 20
- Timothy Kopra (1) - Ingeniero de vuelo 2